# Pierrafortscha
Pierrafortscha (frp. Pèrafortya, hist. Perfetschied) – szwajcarska gmina (fr. commune; niem. Gemeinde) w kantonie Fryburg, w okręgu Sarine. 

## Demografia
W Pierrafortscha mieszka 157 osób. W 2020 roku 14% populacji gminy stanowiły osoby urodzone poza Szwajcarią.

## Transport
Przez teren gminy przebiega droga główna nr 178.